# Giuseppe Zanardelli
Giuseppe Zanardelli (26. října 1826 Brescia – 26. prosince 1903 Toscolano-Maderno) byl italský politik a právník, premiér své země 15. února 1901 až 3. listopadu 1903.
Zandarelli roku 1848 nastoupil jako dobrovolník do italské armády, po porážce u Novary se vrátil do rodné Brescie a byl tam jako italský vlastenec šikanován rakouskými úřady. Roku 1860 byl zvolen poslancem posledního sardinského parlamentu, od roku 1876 se naplno věnoval politice za levicově liberální tábor, když se poprvé stal ministrem a osvědčil se jako schopný administrátor. Zaznamenal však i neúspěchy: například při potlačování kriminality se jako ministr vnitra příliš spoléhal na tvrdou represi a podceňoval prevenci, což mělo za následek nárůst počtu vražd.
Roku 1892 se stal předsedou parlamentu a zůstal jím až do roku 1897. O vytvoření vlastního kabinetu se neúspěšně pokusil již roku 1893. Úspěšný byl až roku 1901, když si zajistil podporu krajní levice. Špatné zdraví mu však nedovolilo splnit úkoly, které si předsevzal, a po necelých třech letech musel rezignovat ze zdravotních důvodů.